# Andújar
Andújar település Spanyolországban, Jaén tartományban. Andújar Baños de la Encina, Villanueva de la Reina, Lahiguera, Arjona, Arjonilla, Marmolejo, Montoro, Cardeña, Fuencaliente, Solana del Pino és Mestanza községekkel határos. Lakosainak száma 35 619 fő (2024).

## Népesség
A település népessége az elmúlt években az alábbi módon változott:
| Lakosok száma | 37 903 | 38 241 | 38 769 | 39 111 | 39 008 | 38 549 | 37 611 | 36 793 | 36 030 | 35 619 |
|               | 2001   | 2004   | 2007   | 2009   | 2012   | 2014   | 2017   | 2019   | 2022   | 2024   |